# I Wanna Rock
I Wanna Rock est une chanson composée en 1984 par le groupe Twisted Sister.
Cette chanson fait partie des pistes jouées dans le jeu Grand Theft Auto: Vice City (radio V-Rock), dans Burnout Paradise, ainsi que dans la comédie musicale Rock Forever en 2012, chantée par Diego Boneta. Elle est également le thème principal de Will Rock sur PC.
Une version parodique est présente dans le film Bob l'éponge sous le titre Goofy Goober Rock (Gloutons Barjots en français).
Dee Snider a rejoint Twisted Sister trois ans après la formation du groupe, mais il a rapidement repris l'écriture. Il a étudié le métier, apprenant comment les standards du métal étaient créés et l'appliquait aux chansons qu'il écrivait. Dans un entretien avec Snider, celui-ci a expliqué son processus de réflexion: "I Wanna Rock a été conçu lorsque j'ai réalisé qu'Iron Maiden avait un énorme succès avec leur genre de rythmes metal galopants, et puis il y avait le truc hymne que j'aime faire, quels groupes comme AC / DC font, et l'un des mes plus grandes influences, en particulier dans ce domaine, Slade ", dit-il. "Je pensais que si je pouvais combiner le dynamisme d'une chanson de Maiden avec la qualité anthémique d'une chanson d'AC / DC, j'aurais un énorme succès f-king. Et j'avais raison."